# آرثر غولدبرغ
آرثر جوزيف غولدبرغ (بالإنجليزية: Arthur Goldberg) (8 أغسطس 1908 - 19 يناير 1990) سياسي وقانوني أمريكي، كان وزير العمل الأمريكي التاسع، كما كان قاضيًا مساعدًا في المحكمة العليا للولايات المتحدة، وسفير الولايات المتحدة السادس في الأمم المتحدة.
ولد غولدبرغ في شيكاغو وتخرج من كلية الحقوق بجامعة نورث وسترن في عام 1930. وأصبح محاميا بارزا وساعد في ترتيب اندماج الاتحاد الأمريكي للعمل ومجلس المنظمات الصناعية. خدم خلال الحرب العالمية الثانية في مكتب الخدمات الاستراتيجية ونظم المقاومة الأوروبية ضد ألمانيا النازية. في عام 1961، عينه الرئيس جون كينيدي وزيرا للعمل.
وفي عام 1962، رشحه كينيدي إلى المحكمة العليا لملء الفراغ بعد تقاعد فيليكس فرانكفورتر، ونجح الترشيح. انحاز غولدبرغ مع الكتلة الليبرالية من القضاة وكتب رأي الأغلبية في قضية إسكوبيدو ضد إلينوي. استقال غولدبرغ من مقعده في المحكمة في عام 1965 ليقبل تعيين الرئيس ليندون جونسون له سفيرا لدى الأمم المتحدة. وفي هذا المنصب، ساعد في صياغة مشروع القرار 242 في أعقاب حرب الأيام الستة. وقد ترشح لمنصب حاكم نيويورك في عام 1970 ولكنه هزم على يد نيلسون روكفلر. وبعد هزيمته في الانتخابات، شغل غولدبرغ منصب رئيس اللجنة اليهودية الأمريكية وواصل مزاولة القانون.

## التعليم
تعلم في جامعة دي بول.

## جوائز
حصل على جوائز منها وسام الحرية الرئاسي.

## روابط خارجية
- آرثر غولدبرغ على موقع الموسوعة البريطانية (الإنجليزية)
- آرثر غولدبرغ على موقع مونزينجر (الألمانية)
- آرثر غولدبرغ على موقع إن إن دي بي (الإنجليزية)
- آرثر غولدبرغ على موقع ديسكوغز (الإنجليزية)